# 托寨村
托寨村,中华人民共和国山东省济南市章丘市水寨镇所辖的一个行政村。总人口1052，其中男性534人，女性518人；农业户口1045人，非农业人口7人；18岁以下人口269人，18-35岁人口239人，35-60岁人口403人，60岁以上人口141人（2006年）。耕地面积165公顷（2006年）。行政区划代码370181106230。